# Magda (São Paulo)
Magda est une municipalité brésilienne de l'État de São Paulo et la Microrégion d'Auriflama.